# Австралит

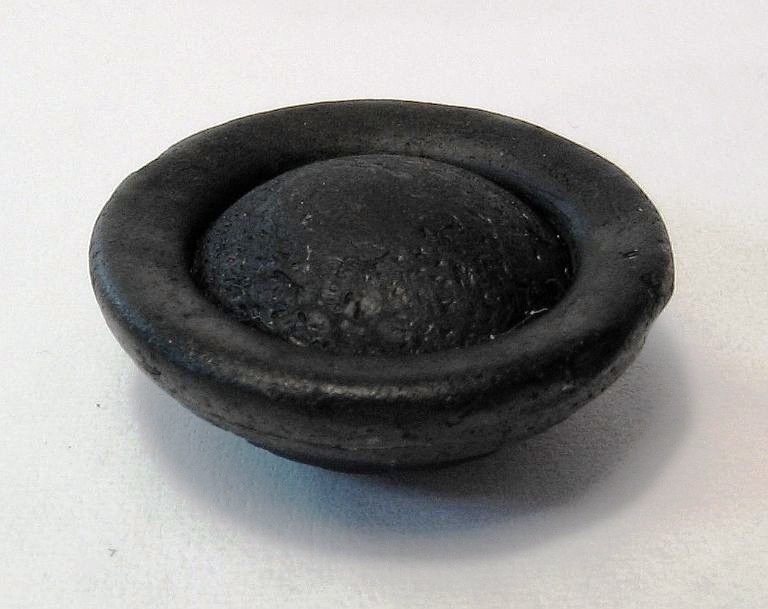
«Аэродинамический» австралит
(вид сверху)

Австрали́т, австрали́ты (от англ. Australite, австралийский) — один из самых распространённых типов тектитов, стекла́ метеоритного происхождения, традиционно названного по географическому признаку, в узком смысле слова: найденные в Австралии. Между тем, в научной и научно-популярной литературе под названием австралитов имеется в виду очень широкий тип тектитов, относящийся к самому крупному на земле австралазийскому полю тектитового разброса. В северной части поля разброса австралиты частично перекрывают и соединяются с частью ареала индошинитов, а в южном — тасманитов. Будучи близки по внешнему виду и химическому составу, они часто включаются в общий класс индошинитов-австралитов, иногда упоминаемый под суммирующим названием австралазийские тектиты.
Как правило, австралиты при обычном освещении непрозрачны, они имеют тёмно-коричневый или чёрный цвет. От всех других тектитов они отличаются тем, что среди австралитов иногда, хотя и нечасто, встречаются разности правильной «аэродинамической» формы, дисковидные или в виде маленькой чаши. У некоторых экземпляров правильность формы имеет техногенный вид и сразу привлекает внимание. В начале 1960-е годов НАСА использовало «пуговичную» форму аэродинамических австралитов при разработке летательных модулей повторного входа в атмосферу для космической программы «Аполлон».

## История изучения

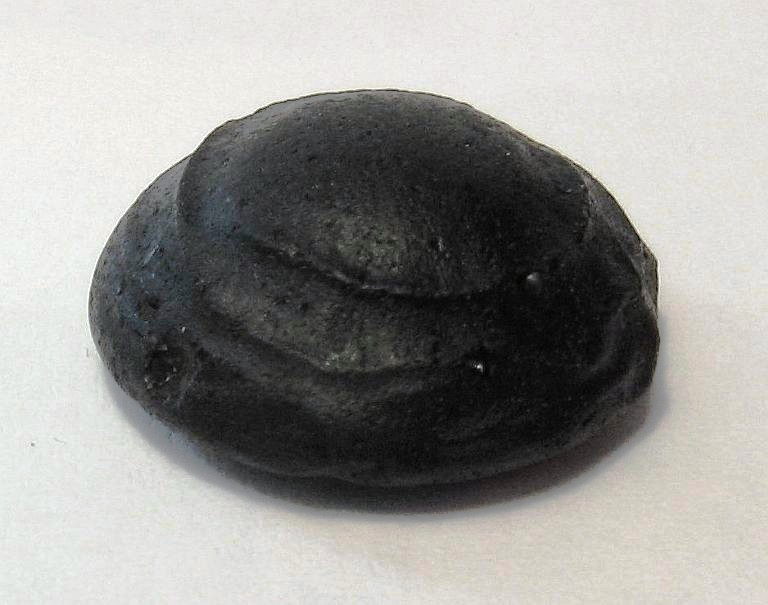
Тот же австралит (вид снизу)

Австралийские аборигены регулярно находили чёрные стекловидные тектиты, в том числе, имеющие правильную дисковидную форму. Они называли их оога («смотрящие глаза»), и использовались в качестве режущих инструментов или священных предметов (фетишей), оберегов или талисманов. Если говорить о более ранних находках, археологи также не раз обнаруживали чёрные тектиты (австралиты, индошиниты или биллитониты) в одном разрезе с костями питекантропов. В 1962 году Густав Кёнигсвальд передал в Гейдельбергскую физическую лабораторию 24 образца именно таких тектитов для так называемого калиево-аргонового анализа, чтобы получить более точную датировку объектов.
В отличие от других региональных форм импактных тектитов, австралийское метеоритное стекло имеет значительно более разнообразные и изобретательные формы, среди которых иногда можно встретить образцы, вызывающие стойкое впечатление объектов рукотворных или даже высокотехнологичных. После завершения процесса колонизации Австралии это обстоятельство очень быстро привлекло к ним повышенное внимание, сделав сначала объектом коллекционирования и сувенирной продажи, а затем, начиная с середины XIX века — профессионального изучения, носившего всё более пристальный характер.

...в золотых россыпях и других местах Австралийского материка были найдены тектиты, поразившие учёных своей необычной формой. Одни из них напоминали пуговицы, другие были удивительно похожи на грибы, третьи — на песочные часы. Имелись здесь и полые стеклянные шары величиной с яблоко при толщине стенок всего 1 миллиметр, как будто какой-то шутник выдул из природного стекла некоторое подобие мыльного пузыря!
Зимой 1836 года во время кругосветного путешествия на корабле «Бигль» Чарлз Дарвин получил образцы тектитов в Южной Австралии и на острове Тасмания (спустя сто лет получивших название тасманитов). Во время своего краткого пребывания в Южной Австралии Дарвин частично приобрёл, а частично собрал небольшую коллекцию местных чёрных стёкол. Так что его с полным основанием можно считать «первооткрывателем» в мир науки самого обширного поля тектитов — австралазийского.

Когда «Бигль» бросил якорь у берегов Тасмании, Дарвин, отправившись в очередную экскурсию вглубь страны, неожиданно обнаружил на земле полые шары из чёрного стекла, немногим более грецкого ореха. Тщательно осмотрев, он принял их за вулканические бомбы. Однако никаких вулканов поблизости не было. Это подтвердили и специальные геологические маршруты. Осталось предположить, что шары занесли сюда кочующие туземцы. Дарвин сделал <соответствующую> запись в дневнике, но потом к этому вопросу уже не возвратился.:12
Тасманийская находка чёрных стеклянных шаров произошла в феврале 1836 гг., когда научный спор о происхождении молдавитов, единственных известных на тот момент тектитах, носил сугубо местный характер, и Дарвин ничего не знал о предположениях чешских и немецких учёных. Скорее всего, именно по этой причине новообретённые австралийские тектиты не привлекли особого внимания молодого учёного.:12 Считая чёрные стёкла сугубо геологическим объектом, образовавшимся в недрах земли, Дарвин охарактеризовал их как некую разновидность «вулканических бомб», выкидываемых во время извержения из жерла вулканов. С лёгкой руки Дарвина в конце XIX века австралиты часто называли «обсидиановыми бомбами» или «негритянскими пуговицами».
В 1857 году в руки Чарльзу Дарвину попало также несколько образцов природного чёрного стекла загадочной формы из коллекции Томаса Митчелла. Однако Дарвин, исходя из сходства исследуемых образцов с обсидианом, сделал вывод, что австралиты имеют вулканическое происхождение.
Важным этапом, резко повысившим интерес научного сообщества к тектитам, стали работы австрийского геолога, профессора Эдуарда Зюсса. Изучая молдавиты, в 1900 году он выдвинул версию об их метеоритной природе, результатом чего стал, прежде всего, сам термин тектиты. На примере единственных европейских тектитов, которыми были чешские ископаемые стёкла, Зюсс без химического анализа пришёл к заключению, что они имеют космическое происхождение и не связаны с окружающими геологическими породами. Основанием для вывода стало визуальное сравнение нескольких групп образцов различных минералов, в том числе, железистых метеоритных осколков.
Одним из первых учёных, специальным образом изучавших австралиты, стал Чарльз Феннер, который впервые столкнулся с этими тектитами в 1907 году. Он сделал вывод, что австралиты имеют космическое происхождение и по природе являются осколками стеклянных метеоритов.

## Источник минерала

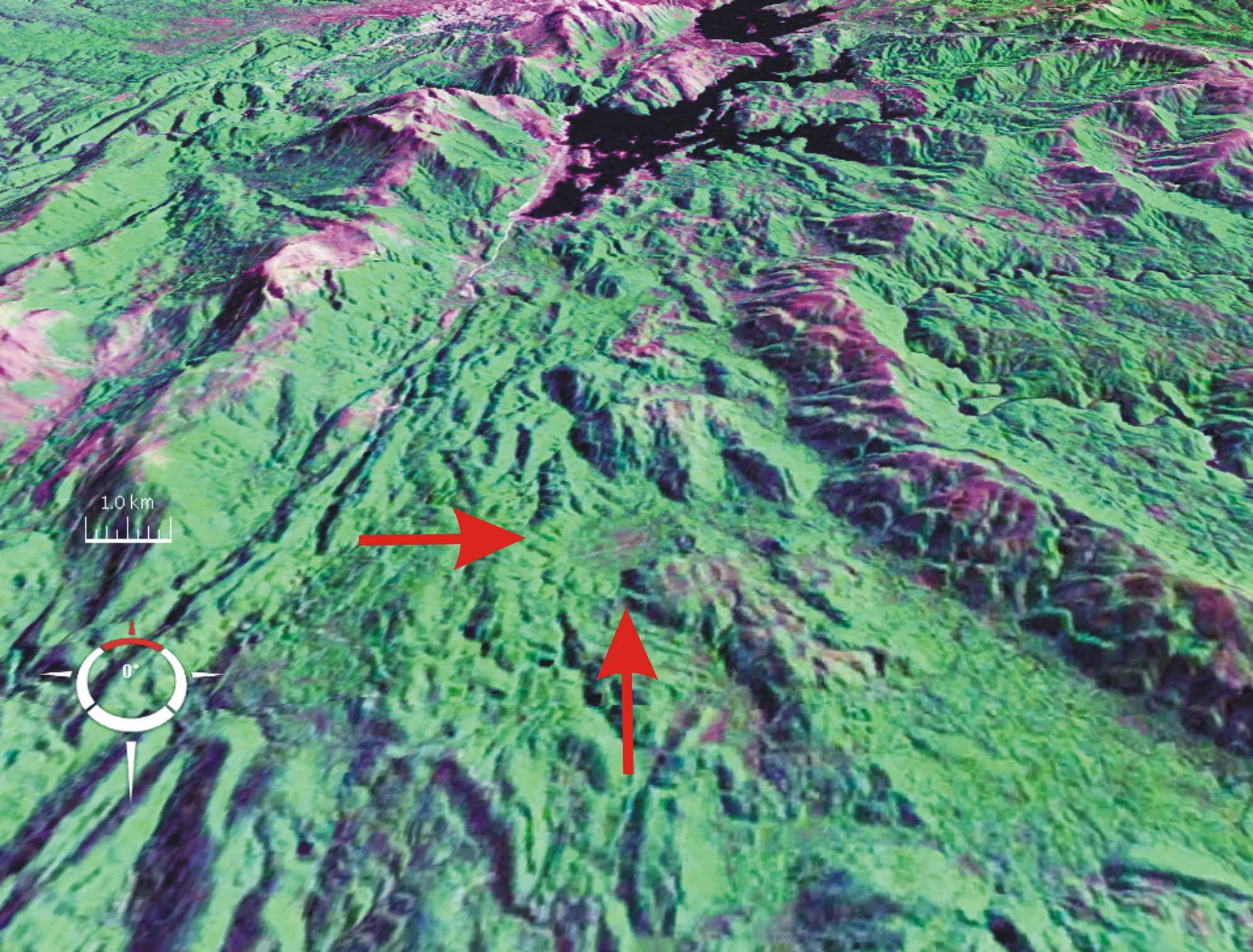
Кратер Дарвин, один из источников тектитов в Тасмании

Ранние версии о происхождении австралитов опирались, в основном, на сугубо земные версии. Наиболее распространёнными объяснениями появления чёрных оплавленных стёкол были, прежде всего, вулканы, а также лесные пожары, которые нередки в Австралии. Наконец, существовала также гипотеза о фульгуритном происхождении австралитов, в результате удара молнии в песок или песчаные (кварцевые) породы.
Новая гипотеза о происхождении австралитов возникла в конце 1960-х годов, инспирированная очередными данными с американского космического аппарата «Сервейор-7», прилунившегося в 1968 году вблизи кратера Тихо. Взятые им пробы лунного грунта в этом районе оказались близкими по химическому составу к тектитам, в частности, в частности, именно к австралитам. Это привело к появлению версии лунного происхождения австралазийского тектитового поля. Новая теория, в частности, позволяла объяснить причудливую форму ареала, в рамках которого происходили основные находки австралитов. Достаточно чёткая S-образная полоса поля рассеивания вытянулась от Мадагаскара через Австралию и Индокитай (индошиниты) — до Филиппин (филиппиниты). Профессор Д. Чепмен из Эймского научно-исследовательского центра (г. Маунтин-Вью, Калифорния) смог доказать при помощи сложного программирования на ЭВМ, что только струя стеклянных брызг, выбрасываемых из кратера Тихо во время извержения, совмещаясь с вращением Земли, могла создать полосу рассеяния столь необычной формы. Более того, часть струи должна была выплеснуться на поверхность Луны, и оставить на ней яркий след, видимый с земли «луч Росса», который идёт от кратера Тихо на тысячи километров и проходит по пути через небольшой кратер Росса.
Отдельную проблему для исследователей представлял расчётный возраст австралитов. По окружающему слою осадочных пород, в которых массовым образом происходят находки австралитов, их возраст составляет не более десяти тысяч лет. Можно сказать, что последняя цифра имела обескураживающий вид. Согласно ей, австралазийские и африканские тектиты — самые молодые на Земле. Аборигены Австралии и Берега Слоновой Кости косвенно подтверждают эти оценки. С незапамятного времени они наделяли местные тектиты магическими свойствами и называли их «лунными камнями», — так, словно бы в обозримые легендарные времена были свидетелями их «падения с неба». Однако данные по калий-аргоновому методу датирования дают совершенно другие значения. Согласно десятками проб, все австралиты выпали на Землю около 700 тыс. лет назад. Разница почти в сто раз. По поводу радиационных измерений селенологи долгое время не могли выработать единого мнения, хронологические оценки имели неправдоподобно завышенный вид, словно бы какой-то неучтённый или неизвестный современной науке фактор искажал окончательную картину. Поэтому в 1970-х годах по умолчанию за австралитами признавался возраст в 10 тысяч лет, как более надёжный и приуроченный к известному моменту взрыва лунного кратера Тихо.
Впрочем, спустя полтора десятка лет все противоречия разрешились сами собой, когда лунная теория происхождения австралитов была опровергнута при помощи более детального (химического и радиохимического) анализа лунных пород.
Хотя до сих пор имеют хождение различные версии происхождения австралитов, большинство учёных склоняются к мнению, что австралиты в основном своём числе образовались и были разбросаны в результате столкновения крупного астероида или кометы с поверхностью Земли. В результате мощного взрыва в стратосферу было выброшено множество раскалённых частиц, с том числе, и стеклянных, содержащих большое количество примесей: по существу, смесь планетного грунта с метеоритным веществом. Обтекаемые аэродинамические формы австралиты получили, вероятнее всего, уже при вторичном вхождении обломков в атмосферу Земли, когда кусочки стекла в расплавленном состоянии летели с высокой скоростью.
Большое значение для прояснения гипотезы о космической природе тектитов вообще и австралитов в частности имело сначала предположение, выдвинутое в 1962 году, а затем, спустя полвека, в 2006-2009 годах — и фактическое открытие в Антарктиде, на Земле Уилкса скрытой под слоем льда гигантской астроблемы, имеющей, по расчётам учёных, около 240 километров в диаметре. Этот громадный кратер оказался как раз в конечной точке Австрало-Тасманийской дуги, являющейся основным ареалом нахождения тектитов Южного полушария.
В 2002 году были запущены два спутника-близнеца НАСА и Германского центра авиации и космонавтики по программе GRACE, сканирующих гравитационное поле Земли. В 2006 году по результатам детального анализа измерений с этих спутников, было подтверждено сделанное в 1960-х годах предположение о наличии на Земле Уилкса громадной астроблемы, самой крупной на Земле. По уточнённым данным её диаметр составляет 480 км. Если эта гигантская воронка в самом деле является ударным кратером, то создавшее его космическое тело было самым крупным, столкнувшимся с Землёй, его диаметр оценивается в 50 километров. Открытие кратера стало решающим аргументом в пользу космической гипотезы происхождения тектитов, поскольку астроблема Земли Уилкса оказалась точно в центре Австрало-Тасманийской дуги, изобилующей тектитами. Было также сделано предположение, что это импактное событие могло вызвать катастрофические последствия в биосфере, в том числе, так называемое массовое пермское вымирание.
Пытаясь подтвердить или опровергнуть космическую гипотезу происхождения австралитов, американские физики Чепмен и Ларсон ставили эксперименты с попыткой их искусственного образования при помощи разных форм абляции. В процессе опытов удалось воспроизвести в мельчайших деталях практически все существующие формы австралитов, включая дисковидную и получить аэродинамический рельеф колец на передней поверхности. По результатам первых опытов был сделан положительный вывод о внеземном происхождении австралитов, однако позже в повторных исследованиях была сделана оговорка, что это мог быть только ближний космос, находящийся в пределах системы Земля-Луна.
Большинство австралитов имеют поле разброса в Южной Австралии, редко поднимаясь выше 25 градусов широты. Если судить по сходному возрасту и составу, австралиты относятся к южной окраине самого крупного из известных австралазийского поля разброса, простирающегося от полуострова Индокитай (индошиниты) до Тасмании (тасманиты, дарвинское стекло).
Австралазийское тектитовое поле имеет возраст от 610 до 750 тысяч лет и, возможно, является результатом крупной катастрофы на Земле Уилкса, а также целого ряда более мелких катастроф, к примеру, таких как случилась на плато Боловен около 790 тысяч лет назад и перекрывших северную часть ареала разброса австралитов.

## Характеристика и формы минерала

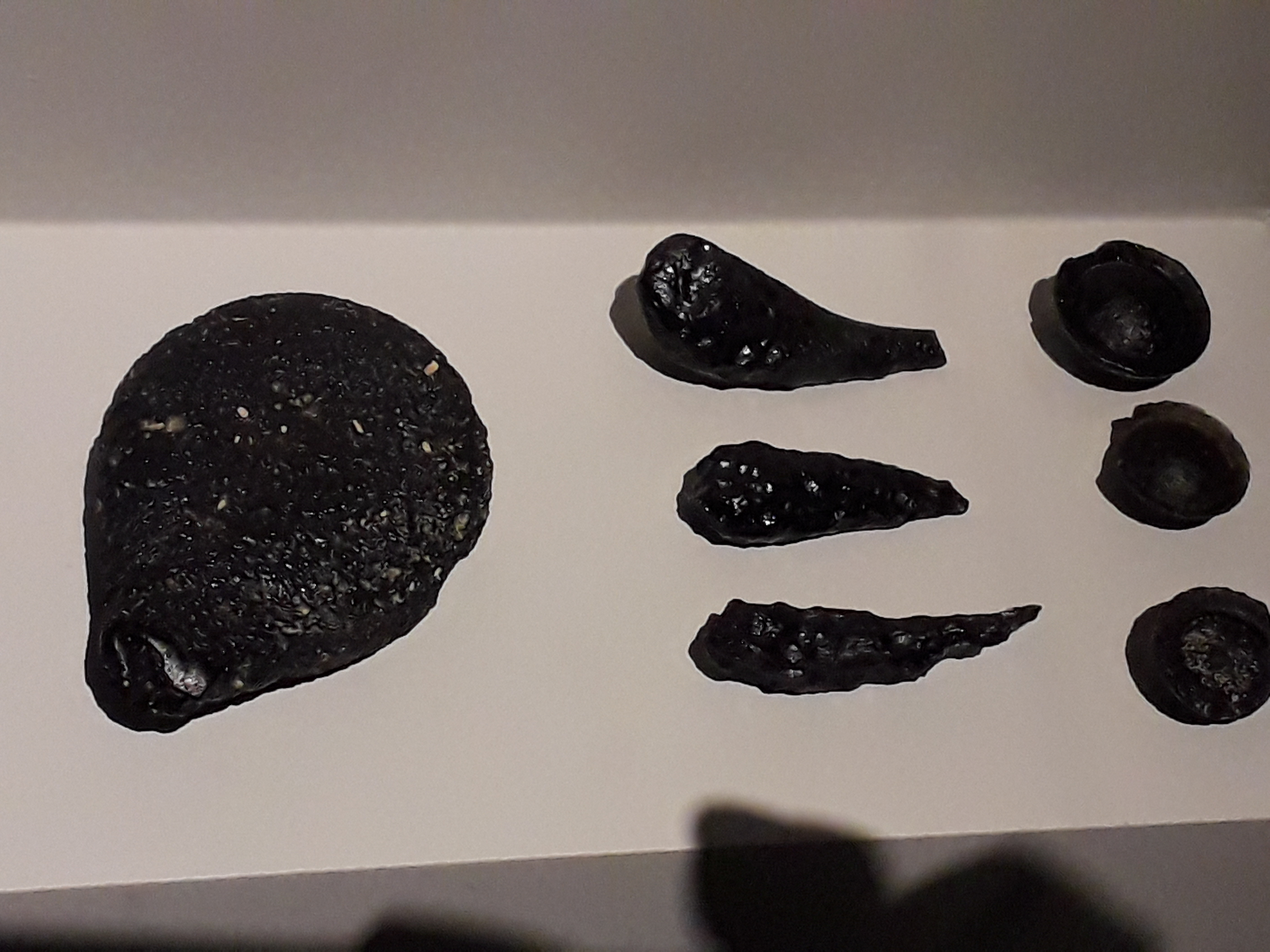
Разные формы австралитов

По внешней форме австралиты чаще всего имеют следующие основные формы: сфера, овал, лодка, гантеля и капля. В целом австралиты мельче других тектитов и отличаются по форме. По всей видимости, их начальная скорость и, как следствие, температура была выше, чем у других тектитов.:90 Мощности взрыва астероида оказалось достаточно, чтобы сначала выбросить их из атмосферы Земли, но затем они снова вошли в атмосферу и, раскаляясь в свободном падении, ещё раз расплавились и частично сгорели, потеряв часть массы и приняв причудливые формы. Большинство других региональных форм тектитов, включая лаосские индошиниты, вероятно, были выброшены на меньшую высоту и потому не подвергались двойному плавлению.
Большинство тектитов как на поверхности, так и по форме носят на себе явные следы пролёта через атмосферу. В превосходной степени это утверждение относится к австралитам. Рядом исследований образцов «фланцевой» формы было показано, что в точности такой аэродинамический профиль может получиться из первоначальной стеклянной сферы, с космической скоростью вторгающейся в земную атмосферу. При проходе через плотные слои лобовая часть сферы оплавляется, а встречный поток воздуха сплющивает сферу, превращая её в подобие «пуговицы». Подобным же образом можно объяснить и другие формы тектитов. Наибольшую трудность при моделировании ситуации создаёт необходимость разграничения действия земных и космических факторов, поскольку поверхностная структура тектитов иногда представляется слишком сложной.
Одной из самых известных форм, присущей только австралитам, является так называемая «фланцевая пуговица» или шайба, которую, впрочем, находят достаточно редко. Пожалуй, именно благодаря этим «техногенным» формам австралиты стали едва ли не самыми модными и изучаемыми тектитами в XX веке, вторыми — после более ранних европейских молдавитов. Ещё реже можно встретить самые необычные и редкие австралиты: диски, чашечки, пластинки и другие формы мини-тектитов, имеющих очень малый размер и толщину. Австралийский геолог, исследователь тектитов Джордж Бейкер называл их «летающими фланцами». Он считал, что их размер и форма стали результатом вторичного искажения «изначально малых первичных форм в результате аэродинамического фрикционного оплавления».

Всё это — крайне особенные формы тектитов, не встречающиеся среди других известных тектитовых месторождений мира.  Невозможно переоценить редкость и непревзойденный характер этих уникальных типов тектитов, столь хорошо сохранившихся по форме, полностью или почти полностью.— Джордж Бейкер, «Диски, пластинки и чашки австралитов...»
Прекрасно сохранившиеся образцы австралитов разной формы были обнаружены в ближайших окрестностях Порта Кэмпбелл на западе штата Виктория.